# カガミチョウチョウウオ
カガミチョウチョウウオ（鏡蝶々魚、学名：Chaetodon argentatus）は、スズキ目チョウチョウウオ科に分類される魚類の一種。種小名は「銀」を意味し、体色に由来する。

## 形態
- 全長は20cm[1]。
- 体色は銀色[1]。
- 3本の黒帯が通っている。
- 網目の模様がある。

## 生態
雑食で、底生の小動物、サンゴのポリプ、藻類などを食べる。
水深5-20mの大規模ではないサンゴ礁、サンゴのある温帯に単独かペアで生息している。
同じチョウチョウウオ属のユウゼンとの交雑と思われる個体が観察されることがある。

## 分布
フィリピン、台湾、南日本。数は多くない。

## 人とのかかわり
観賞魚。チョウチョウウオ科の中では飼育は容易だが、本種は地味な体色のため他種と比較するとあまり飼育されない。